# Zgromadzenie Nevady
Zgromadzenie Nevady (Nevada Assembly) – izba niższa parlamentu amerykańskiego stanu Nevada. Składa się z 42 członków wybieranych na dwuletnią kadencję w jednomandatowych okręgach wyborczych, z zastosowaniem ordynacji większościowej. Począwszy od wyborów zaplanowanych na listopad 2010, członkowie Zgromadzenia nie będą mogli zasiadać w niej przez więcej niż sześć kadencji (12 lat).
Historycznie siedzibą Zgromadzenia był gmach Kapitolu Stanowego Nevady w Carson City. Obecnie w zabytkowej sali obrad na Kapitolu odbywa się jedno posiedzenie rocznie (głównie w celu upamiętnienia i uhonorowania tego miejsca), natomiast na co dzień Zgromadzenie zbiera się w nowym budynku Legislatury, położonym tuż obok i oddanym do użytku w 1971 roku.

## Kierownictwo
stan na 16 sierpnia 2010
- Spiker: Barbara Buckley (D)
- Lider większości: John Oceguera (D)
- Lider mniejszości: Heidi Gansert (R)